# Alfredo Villegas
Alfredo Villegas es un pelotari argentino, de la provincia de San Luis, especialista en pelota paleta, ganador de 6 medallas de oro . Consiguió su primera medalla de Oro, en los Juegos Panamericanos de Lima 2019.
Alfredo Villegas es hermano de Gabriel Villegas y Jorge Villegas, también destacados pelotaris argentinos que suelen jugar juntos y que son conocidos en el medio como "Los Villegas". "Los Villegas", en equipo se consagraron consecutivamente entre 2002 y 2014, campeones nacionales en representación de la Provincia de San Luis.
Alfredo Villegas logró su última medalla de oro en la categoría Frontón 30mt en Valencia España, tras derrotar al local en 2 set, logrando un triunfo histórico para el deporte vasco.

## Palmarés

### Campeón mundial
- 2014: trinquete, paleta goma (Zinacantepec)

VI Copa del Mundo en Trinquete "Guadalajara 2015"

### Medalla de oro
Sub-22 en la especialidad individual en frontón 30 metros en Guadalajara 2011